# یواس‌اس کویوت (اس‌پی-۸۴)
یواس‌اس کویوت (اس‌پی-۸۴) (به انگلیسی: USS Coyote (SP-84)) یک کشتی بود که طول آن ۸۹ فوت (۲۷ متر) بود. این کشتی در سال ۱۸۹۷ ساخته شد.